# Russograptis
Russograptis là một chi bướm đêm thuộc phân họ Tortricinae của họ Tortricidae.

## Các loài
- Russograptis callopista (Durrant, 1913)
- Russograptis canthararcha (Meyrick, 1937)
- Russograptis medleri Razowski, 1981
- Russograptis solaris Razowski, 1981